# Miguel Cárdenas de los Santos
Miguel Cárdenas de los Santos (Saltillo, Coahuila; 29 de septiembre de 1855 - San Buenaventura, Coahuila; 24 de mayo de 1930) fue un abogado y político mexicano que fue gobernador porfirista del estado de Coahuila.

## Carrera política
Nació en Saltillo, Coahuila, el 29 de septiembre de 1855, siendo hijo de Pedro Cárdenas y de María de Jesús de los Santos. Estuvo casado con Francisca Ramos con quien procreó 4 hijos. Realizó estudios de derecho. 
En 1893 fue postulado a gobernador del estado apoyado por el Club Central Juan Antonio de la Fuente, contendiendo contra José María Garza Galán, pero renunció a la candidatura debido a la intervención del general Bernardo Reyes; logró a la vez, lanzar como candidato al licenciado José María Múzquiz. 
Fue diputado local por el distrito de Monclova, secretario de gobierno en diciembre de 1893 y gobernador interino de Coahuila a partir de agosto de 1894. Con esta fecha inició un periodo de 15 años al frente del gobierno del estado. Su interinato fue interrumpido en 2 ocasiones: la primera en julio de 1896 y la segunda en enero de 1897.

## Gobernador de Coahuila

### Primer mandato
Representó durante su mandato los intereses del porfiriato; se distinguió por el fomento que dio a la industria, minería, agricultura, la banca y el comercio. El auge económico de Coahuila gestó el nacimiento de La Laguna y de la región Carbonífera. Los primeros años de su gobierno transcurrieron con relativa tranquilidad. 
Impulsó la construcción de vías de comunicación y transporte lo que facilitó las operaciones comerciales en el Estado. Otorgó concesiones a empresas nacionales y extranjeras, aboliendo el impuesto sobre nuevas inversiones, con ello logró aumentar las percepciones fiscales, así pudo impulsar un ambicioso programa de obras públicas.
Creó cuerpos de seguridad rurales y urbanos, y permitió a los empresarios crear sus propios cuerpos de vigilancia. Canceló las jefaturas políticas que impedían el cabal desempeño estatal y municipal. Fue propietario en La Laguna de la hacienda El Torreón de una gran extensión, misma que al ser vendida le redituó $1'700,000.00. Apoyó decididamente la creación de la Escuela Normal del Estado, cuyo salón de actos lleva su nombre. 

### Segundo mandato y caída
Triunfó en 1897 sobre la candidatura de Francisco Arizpe y Ramos apoyado por el grupo galanista.
A pesar del progreso económico de Coahuila en esa época, las condiciones sociales de la población permanecieron invariables, lo que motivó al surgimiento de grupos inconformes, antecedente inmediato de las manifestaciones antirreeleccionistas contra el régimen de Porfirio Díaz.
Cultivó amistad con Bernardo Reyes, quien lo apoyó en las últimas campañas políticas, pero al ser sustituido éste por el general Jerónimo Treviño en la 3a. zona militar, se vio obligado a solicitar un permiso por dos meses y viajar a la capital a entrevistarse con don Porfirio. En este breve periodo fue suplido por Venustiano Carranza, a la sazón senador por Coahuila.
El 5 de febrero de 1909 hizo pública su decisión de retirarse y no aceptar una nueva postulación, dejando el poder en manos de Gabriel Valerio. El 29 de agosto del mismo año el lic. Miguel Cárdenas fue desaforado por el Congreso Local.

## Muerte
El lic. Cárdenas de los Santos falleció en el poblado de Santa Gertrudis, en el municipio de San Buenaventura, Coahuila, el 24 de mayo de 1930.